# Shaun Dimech
Shaun Dimech (sinh ngày 8 tháng 8 năm 2001) là một cầu thủ bóng đá người Malta hiện tại đang thi đấu ở vị trí tiền vệ cho câu lạc bộ Valletta F.C. và Đội tuyển bóng đá quốc gia Malta.

## Sự nghiệp thi đấu quốc tế
Dimech ra mắt quốc tế cho Malta vào ngày 7 tháng 10 năm 2020, trong trận giao hữu gặp Gibraltar.

## Thống kê sự nghiệp

### Quốc tế
Tính đến 4 tháng 6 năm 2021
| Malta     | Malta | Malta     |
| Năm       | Trận  | Bàn thắng |
| --------- | ----- | --------- |
| 2020      | 4     | 1         |
| 2021      | 9     | 1         |
| 2022      | 3     | 0         |
| Tổng cộng | 16    | 2         |

## Bàn thắng quốc tế
Tỷ số và kết quả liệt kê bàn thắng đầu tiên của Malta, cột điểm cho biết điểm số sau mỗi bàn thắng của Dimech.
| #  | Thời gian            | Địa điểm                               | Đối thủ | Ghi bàn | Kết quả | Giải đấu                    |
| -- | -------------------- | -------------------------------------- | ------- | ------- | ------- | --------------------------- |
| 1. | 14 tháng 11 năm 2020 | Sân vận động Quốc gia, Ta' Qali, Malta | Andorra | 3–1     | 3–1     | UEFA Nations League 2020-21 |
| 2. | 4 tháng 6 năm 2021   | Wörthersee Stadion, Klagenfurt, Áo     | Kosovo  | 1–1     | 1–2     | Giao hữu                    |